# Paul Hamilton (politiker)
Paul Hamilton, född 16 oktober 1762 i nuvarande Charleston County i South Carolina, död 30 juni 1816 i Beaufort i  South Carolina, var en amerikansk politiker (demokrat-republikan). Han var South Carolinas guvernör 1804–1806 och USA:s marinminister 1809–1812.
Hamilton tjänstgjorde i den kontinentala armén i amerikanska frihetskriget och var därefter verksam som plantageägare.
Hamilton efterträdde 1804 James Burchill Richardson som South Carolinas guvernör och efterträddes 1806 av Charles Pinckney.
Hamilton tillträdde 1809 som marinminister. 1812 års krig bröt ut under Hamiltons ämbetsperiod som minister. Han avgick i slutet av 1812 och återvände till South Carolina. Hamilton avled 1816 och gravsattes på Rhodes Plantation (senare en del av Clarendon Plantation). Jagaren USS Paul Hamilton namngavs 1995 efter Paul Hamilton.